# Тарасівка (Уманський район)
Тара́сівка — село в Україні, у Монастирищенській міській громаді Уманського району Черкаської області. Розташоване за 32 км на північ від міста Монастирище. Населення становить 117 осіб.

## Галерея

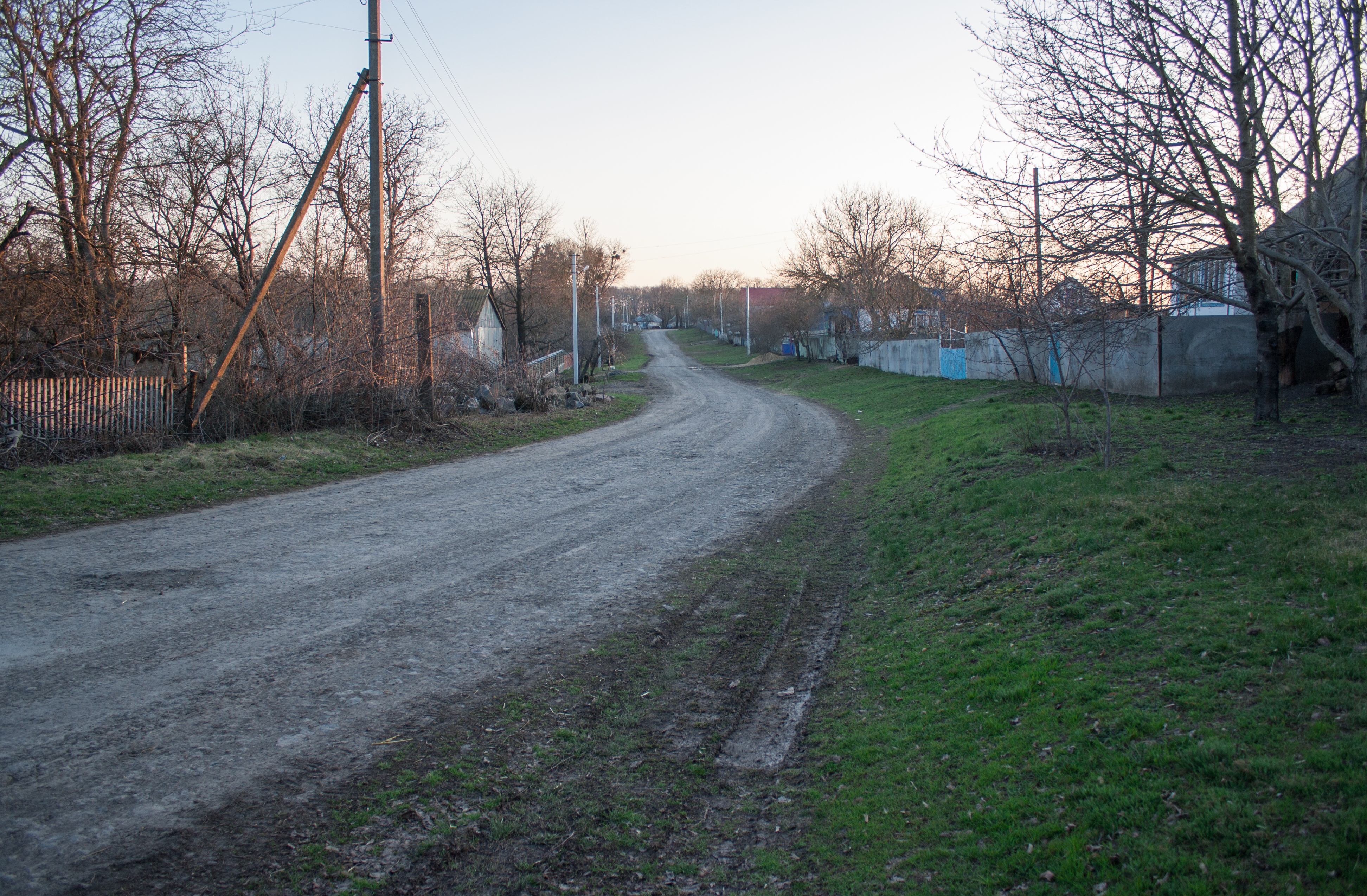
Головна вулиця
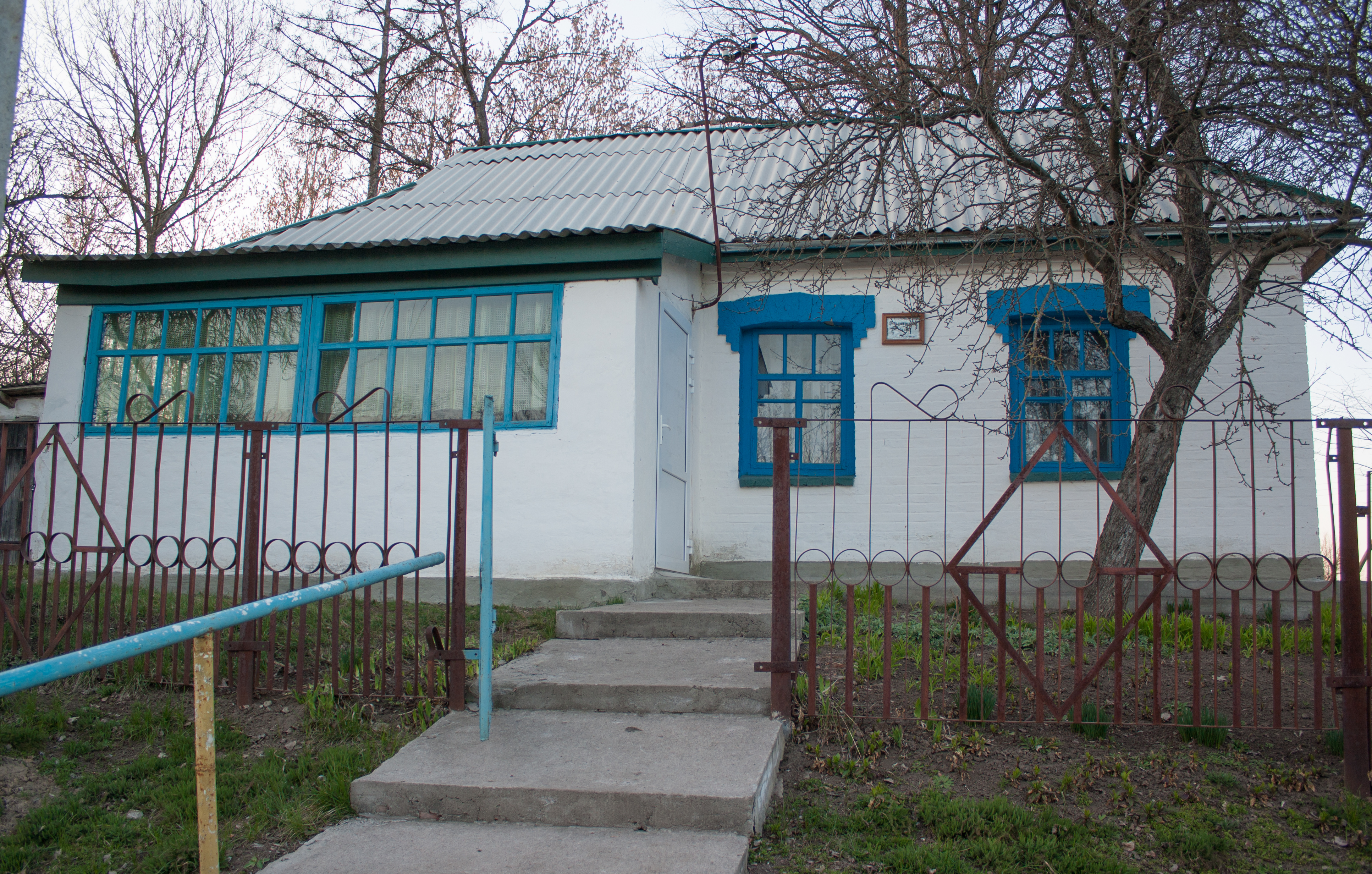
Фельдшерський пункт
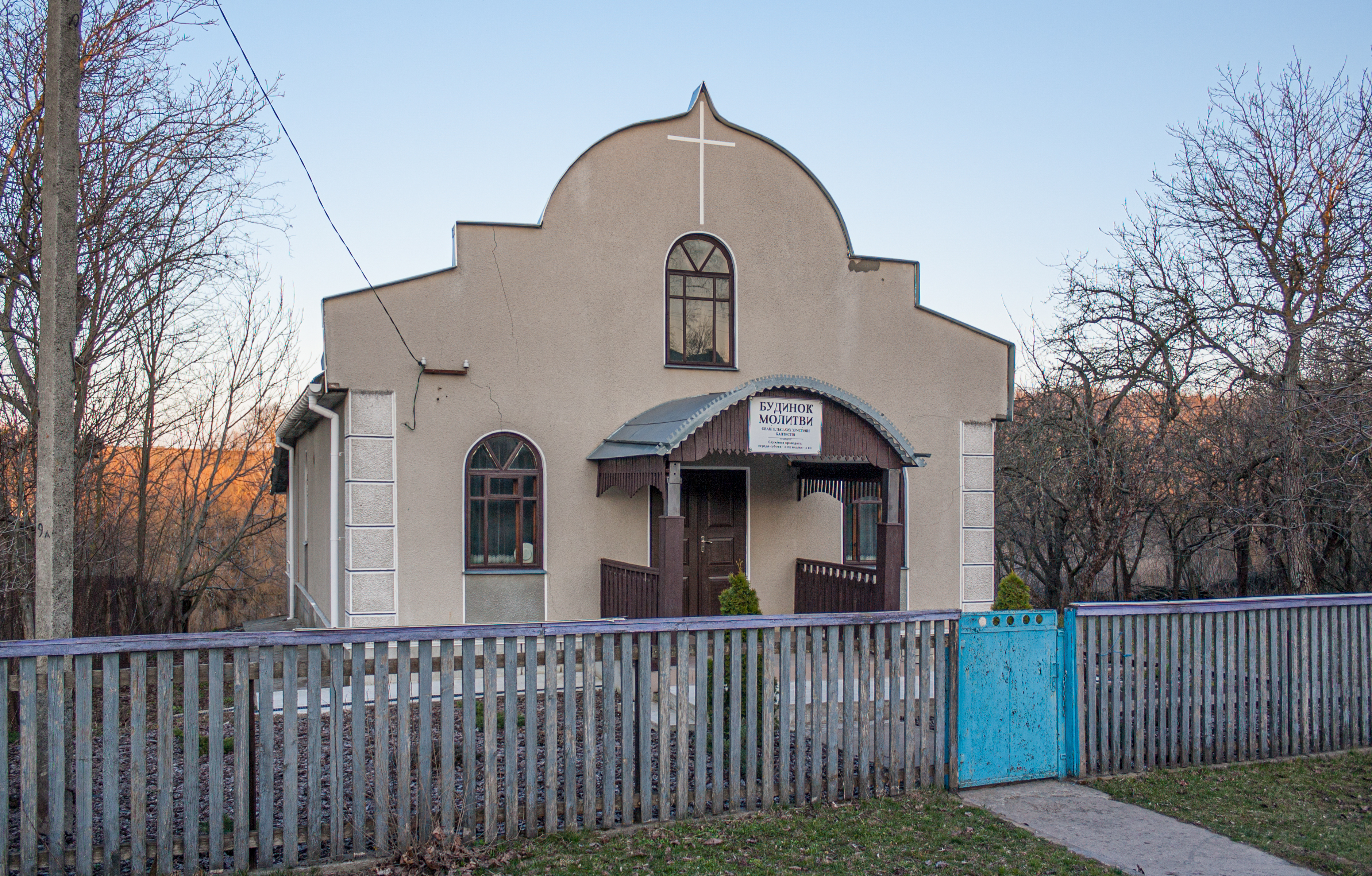
Дім молитви
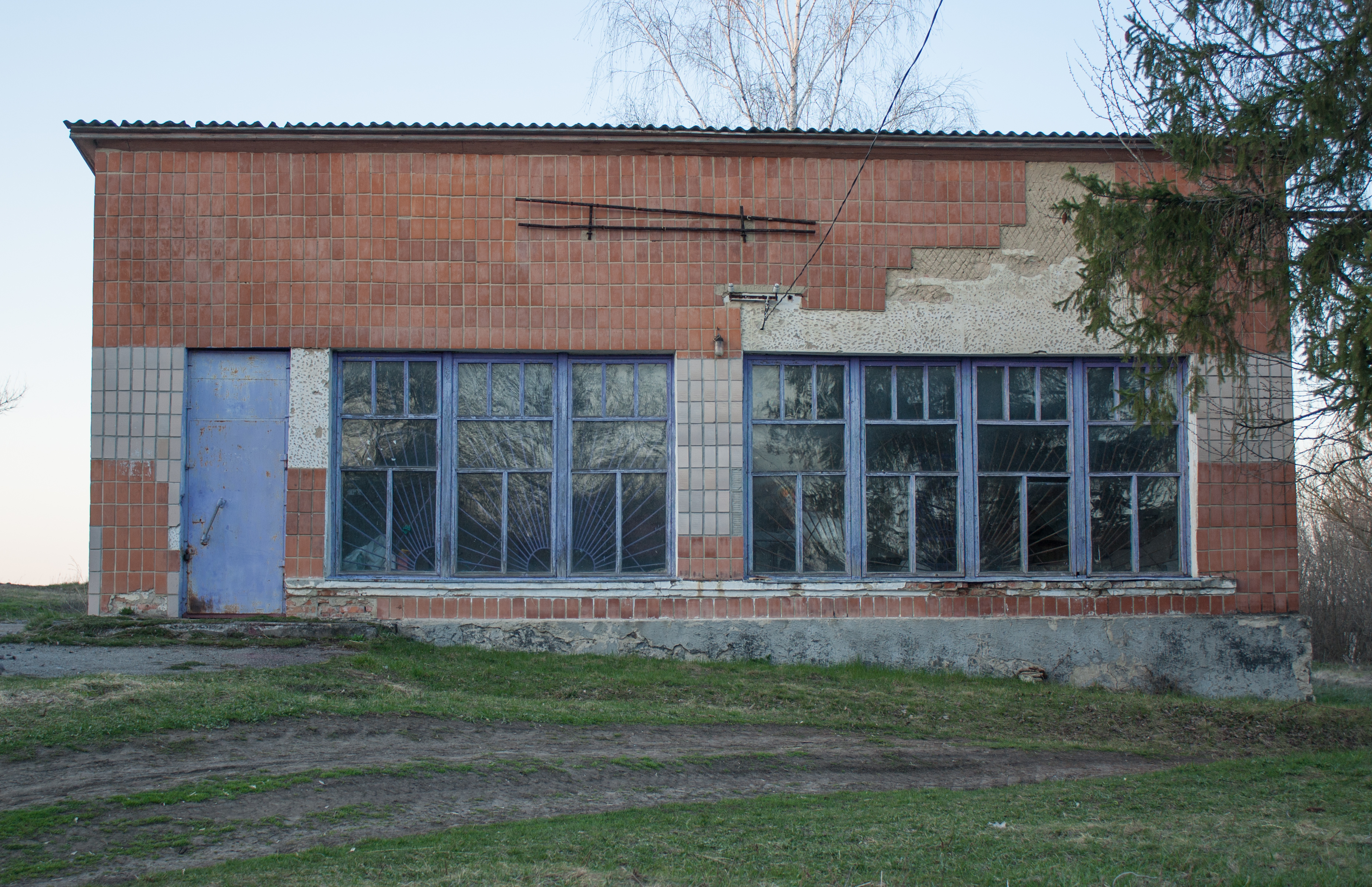
Колишній магазин
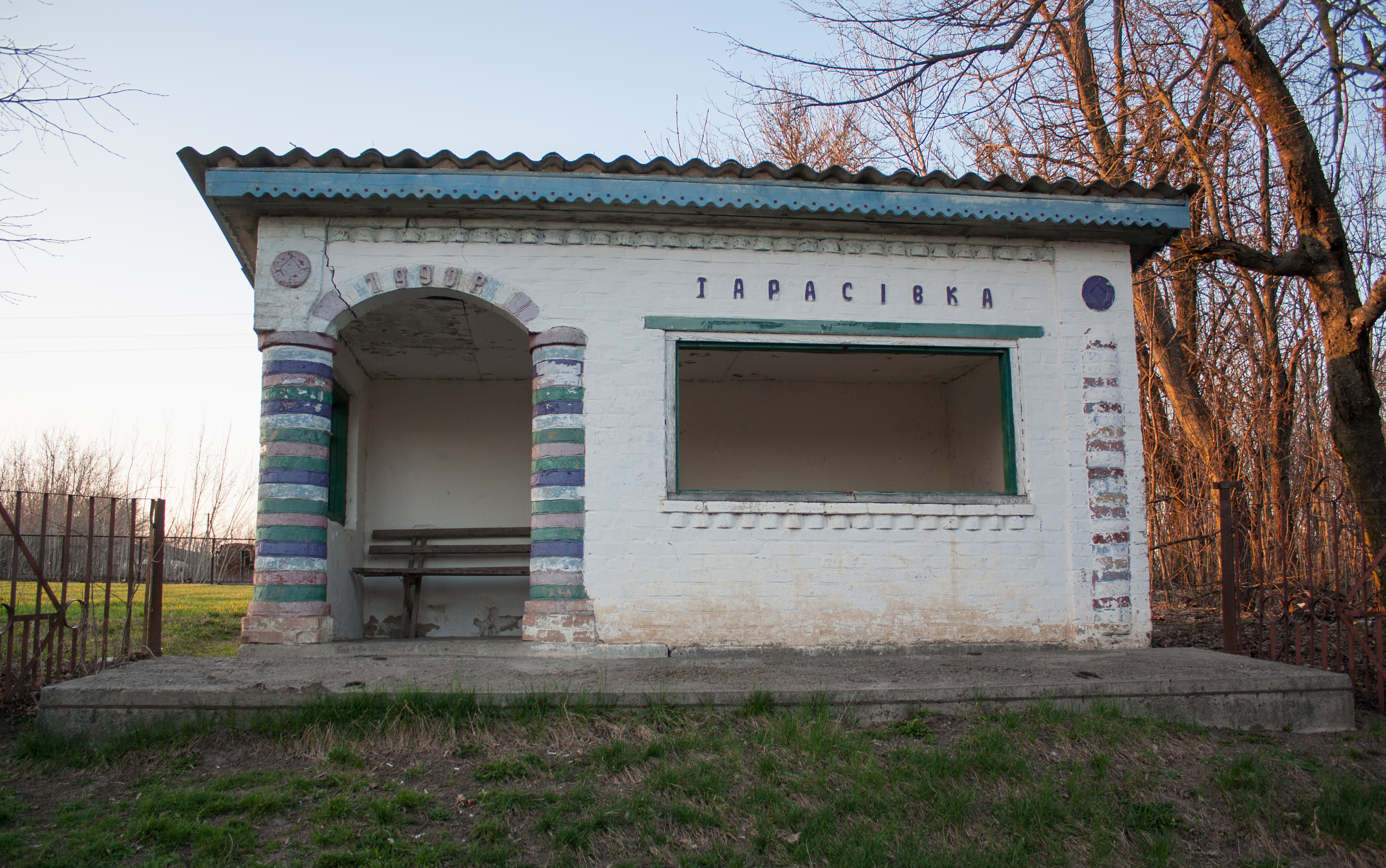
Автобусна зупинка
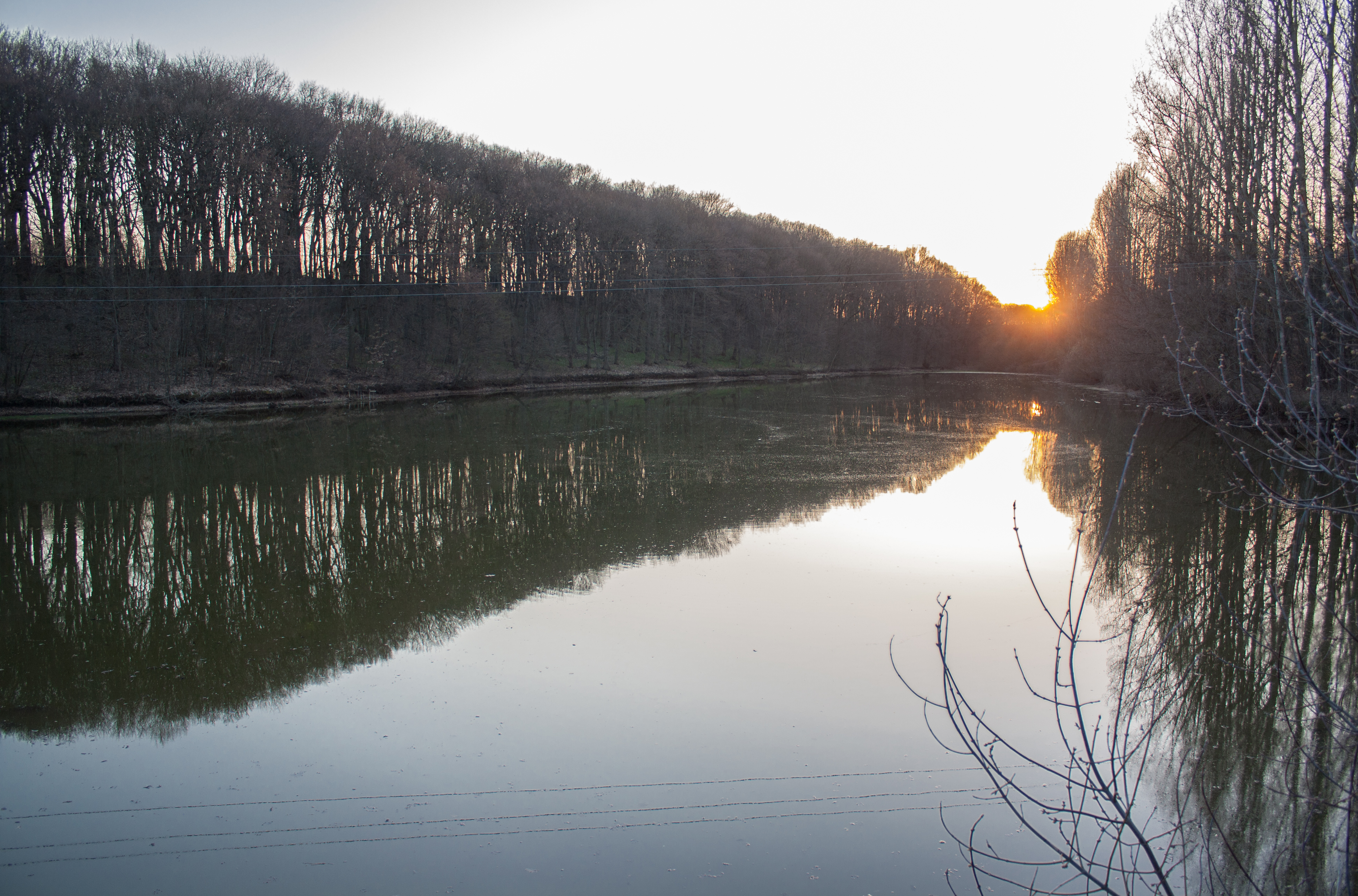
Ставок
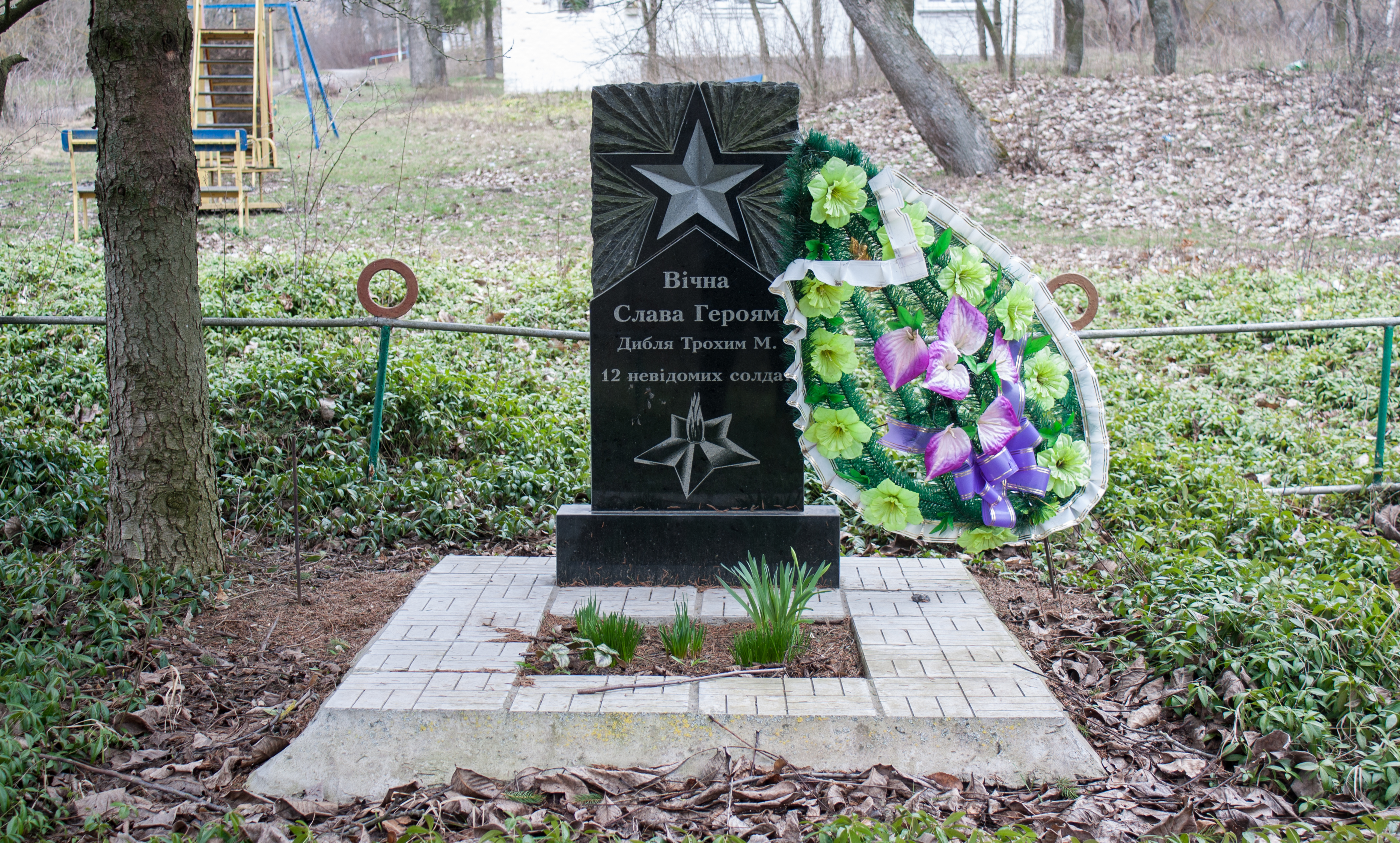
Братська могила радянських воїнів